# Сукылтэчор (приток Пюлькы)
Сукылтэчор (устар. Сугульда-Чор) — река в России, протекает по территории Ямало-Ненецкого автономного округа. Устье реки находится в 25 км по правому берегу реки Пюлькы. Длина реки составляет 35 км.

## Притоки
- 14 км: Коршалькикэ (лв)
- 15 км: Корылькикэ (лв)

## Данные водного реестра
По данным государственного водного реестра России относится к Нижнеобскому бассейновому округу, водохозяйственный участок реки — Таз. Речной бассейн реки — Таз.
Код объекта в государственном водном реестре — 15050000112115300064102.